# US Open 2025
|  | Denne artikel indeholder information om en fremtidig sportsbegivenhed Der kan forekomme spekulativ information, og indholdet kan ændres dramatisk når arrangementet nærmer sig og mere information bliver tilgængelig. |

US Open 2025 er en tennisturnering, der bliver spillet udendørs på hardcourt-baner i perioden 25. august - 7. september 2025 i USTA Billie Jean King National Tennis Center i New York City, USA. Det er den 145. udgave af mesterskabet og den fjerde og sidste grand slam-turnering i 2025. Kvalifikationen i singlerækkerne spilles samme sted den 19. - 22. august 2025.

## Præmier
Den samlede præmiesum for US Open 2025 andrager $ 90.000.000, hvilket er en stigning på 20 % i forhold til året før, og præmierne er fordelt som vist nedenfor.
| Pengepræmier ekskl. per diem | Pengepræmier ekskl. per diem | Pengepræmier ekskl. per diem | Pengepræmier ekskl. per diem |
| Resultat                     | Single                       | Double                       | Mixed double                 |
| Resultat                     | Pr. spiller                  | Pr. par                      | Pr. par                      |
| ---------------------------- | ---------------------------- | ---------------------------- | ---------------------------- |
| Vindere                      | $ 5.000.000                  | $ 1.000.000                  | $ 1.000.000                  |
| Finalister                   | $ 2.500.000                  | $ 500.000                    | $ 400.000                    |
| Semifinalister               | $ 1.260.000                  | $ 250.000                    | $ 200.000                    |
| Kvartfinalister              | $ 660.000                    | $ 125.000                    | $ 100.000                    |
| Tabere i 4. runde            | $ 400.000                    | -                            | -                            |
| Tabere i 3. runde            | $ 237.000                    | $ 75.000                     | -                            |
| Tabere i 2. runde            | $ 154.000                    | $ 45.000                     | -                            |
| Tabere i 1. runde            | $ 110.000                    | $ 30.000                     | $ 20.000                     |
| Tabere i 3. kval.runde       | $ 57.200                     | -                            | -                            |
| Tabere i 2. kval.runde       | $ 41.800                     | -                            | -                            |
| Tabere i 1. kval.runde       | $ 27.500                     | -                            | -                            |

Pengepræmierne i rækkerne for kørestolstennis androg $ 1.600.000.

## Resultater
Resultaterne fra ottendedelsfinalerne og frem i singlerækkerne og fra kvartfinalerne og frem i doublerækkerne vises nedenfor. For komplette resultater henvises til de uddybende artikler.

### Juniorer
Finalerne i juniorrækkerne fik følgende resultater.
| Række        | Vinder      | Finalist    | Resultat |
| ------------ | ----------- | ----------- | -------- |
| Drengesingle | [[]]        | [[]]        | –, –, –  |
| Pigesingle   | [[]]        | [[]]        | –, –, –  |
| Drengedouble | [[]] · [[]] | [[]] · [[]] | –, –, –  |
| Pigedouble   | [[]] · [[]] | [[]] · [[]] | –, –, –  |

### Kørestolstennis
Finalerne i rækkerne for kørestolstennis fik følgende resultater.
| Række       | Vinder      | Finalist    | Resultat |
| ----------- | ----------- | ----------- | -------- |
| Herresingle | [[]]        | [[]]        | –, –, –  |
| Damesingle  | [[]]        | [[]]        | –, –, –  |
| Herredouble | [[]] · [[]] | [[]] · [[]] | –, –, –  |
| Damedouble  | [[]] · [[]] | [[]] · [[]] | –, –, –  |
| Quad single | [[]]        | [[]]        | –, –, –  |
| Quad double | [[]] · [[]] | [[]] · [[]] | –, –, –  |

### Invitationsturneringer
Finalerne i invitationsturneringerne for tidligere topspillere, "champions", fik følgende resultater..
| Række       | Vinder      | Finalist    | Resultat |
| ----------- | ----------- | ----------- | -------- |
| Herredouble | [[]] · [[]] | [[]] · [[]] | –, –, –  |
| Damedouble  | [[]] · [[]] | [[]] · [[]] | –, –, –  |